# گرفرات
گرفرات (به آلمانی: Grefrath) یک شهر در آلمان است که در Viersen واقع شده‌است. گرفرات ۱۵٬۷۶۴ نفر جمعیت دارد.